# دیوید رابرتسون (گلف‌باز)
دیوید رابرتسون (انگلیسی: David Robertson; ۲۱ مارس ۱۸۶۹ – ۱۳ سپتامبر ۱۹۳۷) گلف‌باز و بازیکن راگبی اهل بریتانیا بود.